# Stèle de victoire du roi Naram-Sin
La stèle de victoire du roi Naram-Sin est une stèle aujourd'hui parcellaire édifiée en l'honneur de la victoire de Naram-Sin, roi de l'empire d'Akkad, sur un peuple rebelle du Zagros, les Lullubis, datant du XXIIIe siècle avant notre ère. Elle est aujourd'hui conservée au département des Antiquités Orientales du musée du Louvre.

## Contexte historique
Durant le règne de Naram-Sin (v. 2254-2218 av. J.-C.), le peuple des Lullubis, habitant dans le Zagros, se rebelle. Après avoir maté la révolte, le roi akkadien fait ériger cette stèle en son honneur à Sippar. Celle-ci fut enlevée au XIIe siècle av. J.-C. par le roi médio-élamite Shutruk-Nahhunte pour être transportée à Suse. Il y fait graver une inscription en élamite comme sur toutes les œuvres qu'il rapporta de ses expéditions, au niveau de la montagne figurée sur la stèle. Celle-ci fut retrouvée le 6 avril 1898 par l'archéologue Jacques de Morgan sur le tell de l'acropole de Suse.

## Description
La stèle de victoire de Naram-Sin constitue un jalon majeur dans la sculpture de cette époque. En effet, il s'agit de la première stèle connue réalisée en bas-relief à s'affranchir de la notion de registre. Ainsi, l'histoire n'est plus racontée scène par scène, mais d'un seul tenant, rassemblant dans la même représentation l'arrivée des troupes akkadiennes, la bataille, la défaite des Lullubis et le triomphe de Naram-Sin. Qui plus est, cette stèle est la première à mettre le roi au même niveau que le dieu. Ainsi, Naram-Sin est représenté en taille héroïque et porte un casque orné de cornes, symbole de divinité au Proche-Orient ancien.
La stèle, aujourd'hui fragmentaire, devait à l'origine être de forme longiligne et son sommet arrondi. Au sommet de la stèle, des astres (sept supposés lorsque la stèle était complète), allégories des dieux veillant sur Akkad. Représenté en taille héroïque surplombant la bataille, Naram-Sin se distingue des soldats par sa coiffe divine, un casque à une paire de corne. Il porte un arc ainsi qu'une lance et est vêtu d'un pagne court adapté au combat. Le roi est ici clairement un guerrier. Il ne fait pas que commander au combat, il participe à la bataille. Naram-Sin se trouve au sommet d'une montagne (le Zagros) sur laquelle se déroule la bataille. Sur le flanc gauche, les Akkadiens, à droite les Lullubis. Les Akkadiens sont représentés tous identiques, marchant d'un pas déterminé vers l'ennemi, tandis que ces derniers sont en pleine débandade. Certains Lullubis supplient le roi de les épargner tandis que d'autres fuient ou tombent sous les coups des Akkadiens. L'un d'entre eux chute d'ailleurs de la montagne, créant une ligne verticale séparant les vainqueurs des vaincus. Un autre s'écroule face à Naram-Sin après avoir reçu de sa main une lance dans la gorge.
La scène est d'une violence évidente, caractéristique de l'art akkadien où les peuples vaincus sont représentés enchainés nus, si ce n'est exécutés. On note également la présence de décor (un arbre, la montagne) sur la stèle, ce qui est également inédit.